# Campeonato Baiano 1946
In 1946 werd het 42ste Campeonato Baiano gespeeld voor voetbalclubs uit de Braziliaanse staat Bahia. De competitie werd gespeeld van 17 april 1946 tot 16 maart 1947 en werd georganiseerd door de FBF. Guarany werd kampioen.

## Eerste toernooi
| Plaats | Club          | Wed. | W | G | V | Saldo | Ptn. |
| ------ | ------------- | ---- | - | - | - | ----- | ---- |
| 1.     | Guarany       | 6    | 4 | 1 | 1 | 15:7  | 9    |
| 2.     | Ypiranga      | 6    | 2 | 4 | 0 | 11:8  | 8    |
| 3.     | Botafogo      | 6    | 3 | 1 | 2 | 10:10 | 7    |
| 4.     | Vitória       | 6    | 3 | 0 | 3 | 13:8  | 6    |
| 5.     | Bahia         | 6    | 2 | 1 | 3 | 14:14 | 5    |
| 6.     | Galícia       | 6    | 2 | 1 | 3 | 12:17 | 5    |
| 7.     | São Cristóvão | 6    | 0 | 2 | 4 | 8:19  | 2    |

|  | Geplaatst voor finale |

## Tweede toernooi
| Plaats | Club          | Wed. | W | G | V | Saldo | Ptn. |
| ------ | ------------- | ---- | - | - | - | ----- | ---- |
| 1.     | Ypiranga      | 6    | 5 | 0 | 1 | 21:7  | 10   |
| 2.     | Guarany       | 6    | 5 | 0 | 1 | 12:10 | 10   |
| 3.     | Vitória       | 6    | 3 | 0 | 3 | 19:16 | 6    |
| 4.     | Bahia         | 6    | 3 | 0 | 3 | 14:14 | 6    |
| 5.     | Botafogo      | 6    | 1 | 2 | 3 | 7:16  | 4    |
| 6.     | Galícia       | 6    | 1 | 1 | 4 | 14:18 | 3    |
| 7.     | São Cristóvão | 6    | 1 | 1 | 4 | 8:14  | 3    |

|  | Play-off |

### Play-off
| Team #1  | Tot.  | Team #2 | 1ste wed | 2de wed | 3de wed |
| -------- | ----- | ------- | -------- | ------- | ------- |
| Ypiranga | 6 - 4 | Guarany | 2 - 1    | 1 - 2   | 3 - 1   |

## Finale
| Team #1  | Tot.  | Team #2 | 1ste wed | 2de wed | 3de wed |
| -------- | ----- | ------- | -------- | ------- | ------- |
| Ypiranga | 2 - 5 | Guarany | 2 - 0    | 0 - 1   | 0 - 2   |

### Kampioen
| Campeonato Baiano de 1946 |
| ------------------------- |
| GUARANY 1º Titel          |